# Светско првенство у слободним скоковима у воду 2015 — жене
Такмичење за Светског првака у слободним скоковима у воду за жене 2015. одржано је 4. августа 2015. године као део програма Светског првенства у воденим спортовима чији домаћин је био руски град Казањ. Такмичење се одржавало на платформи на левој обали реке Казањке (притоке Волге), подно зидина Казањског кремља.
За такмичење је било пријављено 10 такмичарки из 7 земаља. Титулу светске првакиње из 2013. није успела да одбрани Американка Сесилија Карлтон пошто је на такмичењу заузела друго место. Нова светска првакиња је још једна Американка Рашел Симпсон, док је бронзану медаљу освојила Белорускиња Јана Несцијарова.

## Освајачи медаља
|                     | Резултат |                        | Резултат |                        | Резултат |
|                     |          |                        |          |                        |          |
| Рашел Симпсон (USA) | 258,70   | Сесилија Карлтон (USA) | 237,35   | Јана Несцијарова (BLR) | 233,10   |

## Земље учеснице
На такмичењу је учестовало укупно 10 такмичарки из 7 земаља.
| - Белорусија (1) - Бразил (1) - Канада (1) - Мексико (1) | - Немачка (1) - САД (4) - Украјина (1) |

## Резултати и систем такмичења
Такмичење се одржало 4. августа, а девојке су скакале са висине од 20 метара у три серије, а крајњи пласман је одређен сабирањем свих оцена. Прве две серије скокова одржане су са почетком у 14:00 часова, док је одлучујућа трећа серија скакана од 15:00 часова. Украјинска представница Дијана Томилина није стартовала, те је у такмичењу учестовало укупно 9 такмичарки.
| Плас. | Скакач           | Држава     | Скок 1         | Скок 2         | Скок 3         | Укупно         |
| ----- | ---------------- | ---------- | -------------- | -------------- | -------------- | -------------- |
|       | Рашел Симпсон    | САД        | 59,80          | 96,90          | 102,00         | 258,70         |
| 2     | Сесилија Карлтон | САД        | 62,40          | 83,30          | 91,65          | 237,35         |
| 3     | Јана Несцијарова | Белорусија | 62,40          | 83,30          | 87,40          | 233,10         |
| 04.   | Адријана Хименез | Мексико    | 46,80          | 90,00          | 88,40          | 225,20         |
| 05.   | Лизен Ричард     | Канада     | 68,90          | 57,35          | 90,10          | 216,35         |
| 06.   | Џинџер Хубер     | САД        | 66,30          | 69,70          | 77,70          | 213,70         |
| 07.   | Ана Бадер        | Немачка    | 63,70          | 70,30          | 60,00          | 194,00         |
| 08.   | Жаклин Валенте   | Бразил     | 50,70          | 79,80          | 56,10          | 186,60         |
| 09.   | Тара Тира        | САД        | 50,70          | 54,25          | 74,80          | 179,75         |
| ×     | Дијана Томилина  | Украјина   | Није наступила | Није наступила | Није наступила | Није наступила |